# 2 (chiffre)
Chiffre deux, 2
Ne doit pas être confondu avec le nombre deux
Cet article concerne le chiffre deux. Pour les autres significations, voir Deux (homonymie) et 2 (homonymie).
Pour l'année 2 du calendrier julien, voir 2.
Le deux (2) est un chiffre arabe, utilisé notamment pour signifier le nombre deux.

Le terme « chiffre » désigne ici le signe scriptural utilisé pour écrire des nombres ou des numéros. Le terme « nombre » se réfère, quant à lui, à l’objet mathématique en tant que quantité et aux concepts qui s’y rapportent.
Avec les autres chiffres arabes, il est utilisé par le monde occidental et le reste du monde pour l'écriture des nombres (notamment dans le cadre du système de numération indo-arabe), ainsi que pour la plupart des systèmes de numérotation.

## Évolution du glyphe
Le glyphe que nous utilisons aujourd'hui dans le monde occidental pour représenter le nombre 2 trouve ses racines chez les brahmanes hindous, qui écrivaient 2 sous forme de deux lignes horizontales (il est encore écrit de cette manière dans la Chine moderne, et est analogue au chiffre romain II). Les Gupta ont tourné les deux lignes à 45 degrés, pour en faire des diagonales. Ils ont aussi fait quelquefois une petite ligne au sommet et une fin incurvée à la base vers le centre de la ligne du bas. Apparemment pour aller plus vite, les Nagari ont démarré la ligne du haut plus incurvée et l'ont connecté à la ligne du bas. Dans les chiffres dits ghûbar des Arabes d'Afrique et d'Espagne, la ligne du bas était complètement verticale, le glyphe ressemblait à un point d'interrogation sans point. En restaurant la ligne du bas dans sa position horizontale originale, mais en gardant la ligne du haut sous sa forme de courbe qui se connecte à cette première ligne cela nous conduit à notre glyphe moderne.

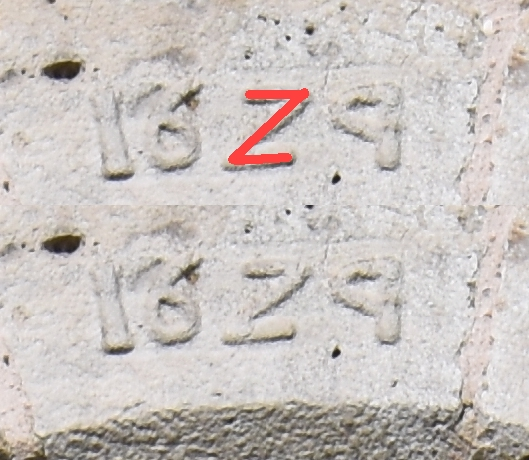
Glyphe du chiffre 2 en 1629.

## Affichage à sept segments
Voici le « 2 » dans un affichage à sept segments, utilisé notamment sur certains écrans de visualisation :

Affichage du « 2 ».